# Grúz labdarúgókupa
A grúz labdarúgókupa vagy grúz kupa (grúz betűkkel საქართველოს თასი, magyar átírásban Szakartvelosz taszi) a legrangosabb labdarúgókupa Grúziában. Még a Szovjetunió idején, 1944-ben írták ki első alkalommal a Grúz SZSZK területi labdarúgó-bajnokságaiban részt vevő csapatok számára. A független grúz kupát 1990 óta rendezik meg.
A legsikeresebb klub a fővárosi Dinamo Tbiliszi csapata, amely eddig 9 alkalommal hódította el a trófeát.

## A lebonyolítás rendszere
Az grúz kupát egyenes kieséses rendszerben bonyolítják le, a döntő kivételével minden párosítás oda-visszavágós.

## Döntők
| Szezon    | Győztes                | Eredmény              | Ezüstérmes            |
| --------- | ---------------------- | --------------------- | --------------------- |
| 1990      | Guria Lancshuti        | 1–0 (h.u.)            | Chumi Szohumi         |
| 1991–1992 | Iberia Tbiliszi        | 3–1                   | Chumi Szohumi         |
| 1992–1993 | Iberia-Dinamo Tbiliszi | 4–2                   | SZK Batumi            |
| 1993–1994 | Dinamo Tbiliszi        | 1–0                   | Metalurgi Rusztavi    |
| 1994–1995 | Dinamo Tbiliszi        | 1–0                   | Dinamo Batumi         |
| 1995–1996 | Dinamo Tbiliszi        | 1–0 (h.u.)            | Dinamo Batumi         |
| 1996–1997 | Dinamo Tbiliszi        | 1–0                   | Dinamo Batumi         |
| 1997–1998 | Dinamo Batumi          | 2–1 (h.u.)            | Dinamo Tbiliszi       |
| 1998–1999 | Torpedo Kutaiszi       | 0–0 (11-esekkel: 4–2) | Szamgurali Chaltubo   |
| 1999–2000 | Lokomotivi Tbiliszi    | 0–0 (11-esekkel: 4–2) | Torpedo Kutaiszi      |
| 2000–2001 | Torpedo Kutaiszi       | 0–0 (11-esekkel: 4–3) | Lokomotivi Tbiliszi   |
| 2001–2002 | Lokomotivi Tbiliszi    | 2–0                   | Torpedo Kutaiszi      |
| 2002–2003 | Dinamo Tbiliszi        | 3–1                   | Szioni Bolniszi       |
| 2003–2004 | Dinamo Tbiliszi        | 2–1                   | Torpedo Kutaiszi      |
| 2004–2005 | Lokomotivi Tbiliszi    | 2–0                   | SZK Zesztaponi        |
| 2005–2006 | Ameri Tbiliszi         | 2–2 (11-esekkel: 4–3) | SZK Zesztaponi        |
| 2006–2007 | Ameri Tbiliszi         | 1–0                   | SZK Zesztaponi        |
| 2007–2008 | SZK Zesztaponi         | 2–1                   | Ameri Tbiliszi        |
| 2008–2009 | Dinamo Tbiliszi        | 1–1 (11-esekkel: 2–0) | Olimpi Rusztavi       |
| 2009–2010 | WIT Georgia            | 1–0                   | Dinamo Tbiliszi       |
| 2010–2011 | SZK Gagra              | 1–0 (h.u.)            | Torpedo–2008 Kutaiszi |

## Örökmérleg
| Klub                | # | Kupagyőzelmek                                                                                     |
| ------------------- | - | ------------------------------------------------------------------------------------------------- |
| Dinamo Tbiliszi     | 9 | 1991–1992, 1992–1993, 1993–1994, 1994–1995, 1995–1996, 1996–1997, 2002–2003, 2003–2004, 2008–2009 |
| Lokomotivi Tbiliszi | 3 | 1999–2000, 2001–2002, 2004–2005                                                                   |
| Ameri Tbiliszi      | 2 | 2005–2006, 2006–2007                                                                              |
| Torpedo Kutaiszi    | 2 | 1998–1999, 2000–2001                                                                              |
| Dinamo Batumi       | 1 | 1997–1998                                                                                         |
| SZK Gagra           | 1 | 2010–2011                                                                                         |
| Goria Lancshuti     | 1 | 1990                                                                                              |
| WIT Georgia         | 1 | 2009–2010                                                                                         |
| SZK Zesztaponi      | 1 | 2007–2008                                                                                         |

## Külső hivatkozások
- Kupadöntők és eredmények az rsssf.com-on (angolul)